# Брајковићи (Пазин)
Брајковићи (итал. Braicovici) су насељено место у Републици Хрватској у Истарској жупанији. Административно је у саставу Града Пазина.

## Становништво
На попису становништва 2011. године, Брајковићи су имали 353 становника.
Према попису становништва из 2001. године у насељу Брајковићи је било 358 становника који су живели у 77 породичних домаћинства.
Кретање броја становника по пописима 1857—2001.
| година пописа  | 1857. | 1869. | 1880. | 1890. | 1900. | 1910. | 1921. | 1931. | 1948. | 1953. | 1961. | 1971. | 1981. | 1991. | 2001. |
| бр. становника | 0     | 0     | 291   | 314   | 359   | 443   | 0     | 0     | 452   | 447   | 389   | 344   | 310   | 345   | 358   |

У 1857., 1869., 1921. и 1931. подаци су садржани у насељу Трвиж.

## Попис1991.
На попису становништва 1991. године, насељено место Брајковићи је имало 345 становника, следећег националног састава:
| Попис 1991.‍  | Попис 1991.‍  | Попис 1991.‍ | Попис 1991.‍ | Попис 1991.‍ |
| ------------ | ------------ | ----------- | ----------- | ----------- |
|              |              |             |             |             |
| Хрвати       | Хрвати       |             | 310         | 89,85%      |
| Италијани    | Италијани    |             | 1           | 0,28%       |
| Словенци     | Словенци     |             | 1           | 0,28%       |
| Срби         | Срби         |             | 1           | 0,28%       |
| регион. опр. | регион. опр. |             | 26          | 7,53%       |
| непознато    | непознато    |             | 6           | 1,73%       |
| укупно: 345  |              |             |             |             |